# KCNH5
KCNH5‏ (Potassium voltage-gated channel subfamily H member 5) هوَ بروتين يُشَفر بواسطة جين KCNH5 في الإنسان.